# Ajanew Bayene
Ajanew Bayene (ur. 11 listopada 1936) – etiopski lekkoatleta, sprinter i średniodystansowiec.
Brał udział w igrzyskach olimpijskich w 1956 (Melbourne). Wystąpił w biegach na 400 i 800 m oraz w sztafecie 4 × 400 metrów. W każdej z tych konkurencji odpadał jednak w pierwszej fazie eliminacji. Uzyskiwał odpowiednio następujące czasy: 51,53 s, a także 3:29,93 w sztafecie. Brak danych odnośnie do rezultatu z biegu na 800 metrów.